# عزة الحسن
عزة الحسن (من مواليد 21 نيسان/أبريل 1971 في عمان، الأردن) هي مخرجة أفلام وثائقية فلسطينية، ومصورة سينمائية ومنتجة وكاتبة. تعكسُ أفلامها الوثائقية في الغالب تجربتها في العيش في المنفى وتجربتها في العيش في فلسطين.

## الحياة المُبكّرة والتعليم
وُلدت عزّة الحسن في 21 نيسان/أبريل 1971 في عمان بدولة الأردن ، حيث يعيش والداها الأردنيانِ من أصلٍ فلسطيني. في أيلول/سبتمبر من ذلك العام، انتقلت عائلةُ عزة إلى بيروت في لبنان عقبَ ما عُرف حينها ولاحقًا بأيلول الأسود. كان العيش في بيروت وقتًا عصيبًا للعائلة لأن لبنان كان يعاني أيضًا من حربٍ أهليّة. التحقت بالمدرسة الإعداديّة في بيروت عندما سمح الوضع بذلك، ثمّ تطوعت في المستشفيات وقامت بالكثير من العمل عندما كانت الأيام صعبة للغاية. في سن الحادية عشرة، عادت عائلتها إلى عمان بسبب ظروفِ الحرب في بيروت. تركت المأساة والحرب التي تدور حولها بصمة كبيرة في ذهنها ، وكان لها فيما بعد تأثيرٌ على عملها. بعد المدرسة الثانوية، اتخذت الحسن قرارًا بدراسة صناعة الأفلام وعلم الاجتماع بين عامي 1989 و1993 وهو قرار عارضه والدَيْها بشدة. تخرجت من كلية جولدسميث بجامعة لندن عام 1996 بدرجة الماجستير في الأفلام الوثائقية والتلفزيونيّة.

## المسيرة المهنيّة
بعد تخرجها، انتقلت الحسن إلى رام الله في فلسطين، وبدأت حياتها المهنيّة في صناعة الأفلام الوثائقية. كطفلة لأبوين فلسطينيين، كانت بحاجة إلى العثور على هذا الجزء من نفسها نظرًا لكونها تعيش في المنفى في معظم حياتها. ركّزت معظم أعمالها على الفلسطينيين الذين وُلدوا إمّا في المنفى أو في الداخل الفلسطيني.

### ميسون وماجدة (Arab Women Speak Out، 1997)
في هذا الفيلم، تُصوّر الحسن حياة امرأتين هما ميسون وماجدة. ميسون تعارض بشدة والدها الذي يُجبرها على الزواج في سن السادسة عشرة. والدها يسيء إليها جسديًا، وهو ما تحمّلته أثناء وجودها في المدرسة. عندما تنتقلُ للدراسة في الجامعة، تقعُ في حبّ رجلٍ من نفس القرية التي تعيش فيها يُدعى نافذ وتتزوج منه ضد رغبة عائلتها. أسرة نافذ ترفضها لأنها امرأة متعلمة إلى حد ما، ومع ذلك تحصلُ ميسون ونافذ على خمسة أطفال رغم أنهما لم يتزوجا رسميًا.
في القصة الثانية تتحدث عن ماجدة التي تُكافح ضد الاحتلال الإسرائيلي. أثناء حملها، يتمُّ اعتقالها وتعذيبها وتهديدها بالاغتصاب من قبل الجنود الإسرائيليين. بعد سجنها، طلَّقها زوجها لأنه يعتبر الحبس عارًا، ثم تظهر أنها متزوجة للمرة الثانية وتُحاول تمكين المرأة وتوعيتها بحقوقها في حدود ما هي قادرةٌ عليه.

### كوشان موسى (1998)
كوشان موسى (1998) هو فيلمٌ عن سياسات الاستيطان في إسرائيل. يُصوّر المخرجون الأراضي الإسرائيلية المحتلَّة بكاميراتهم بعد حرب الأيام الستة عام 1967، حيثُ يبدأون رحلتهم في الطرف الغربي للقدس الشرقية العربية. تُخطّط إسرائيل لتوسيع مستوطناتها في القرى الفلسطينية، وهي مخططات من شأنها قتل الناس وتدمير منازلهم. يدعي الشعب الإسرائيلي أن الله وعدهم بهذه الأرض منذ زمن طويل، لذا فمن حقهم الآن أن يأخذوها من الفلسطينيين ويدمّرون قراهم.

### زمان الأخبار (2001)
حسب بعض النقاد فإنّ فيلم زمان الأخبار هو أحد أشهر أفلامها. كلما حاولت الحسن توثيق فيلمها الجديد. قيل لها إن الناس لا يحتاجون إلى مشاهدة الأفلام بل يجبُ أن يكونوا على علمٍ بالأخبار. صوَّرت الحسن في فيلمها إطلاق جنود الاحتلال للرصاص الحيّ على المتظاهرين في الأشهر الأولى من الانتفاضة الثانية، كما التقطت الحسن صورًا للحياة اليومية الكئيبة بسبب المعاناة مع قوات الاحتلال في رام الله. لقد أرادت وضع الصورة جنبًا إلى جنب من الأخبار وتصويرها لإظهار أنه على الرغم من الدمار، إلا أن هناك الكثير من الحبّ الذي يتمتع به الناس تجاه بعضهم البعض وهناك أيضًا أشخاص يستغلون تلك الاأوضاع. على الرغم من أن الوضع الذي يتمُّ عرضه مأساوي، إلا أنها تريد أن يعكس هذا الفيلم الألم الذي يعاني منه الأشخاص وكذلك لحظاتهم المبهجة.

## قائمة أعمالها
هذا جدولٌ يُبرز أهم وأشهر أعمال الكاتبة والمخرجة عزة الحسن:
| العنوان (بالعربيّة)         | العنوان الأصلي (يالإنجليزية)                    | سنة الإصدار |
| -------------------------- | ----------------------------------------------- | ----------- |
| ميسون وماجدة               | Arab Women Speak Out                            | 1997        |
| كوشان موسى                 | Koushan Moussa                                  | 1998        |
| هي سندباد                  | Sendebad Is She                                 | 1999        |
| الساحة                     | The Place                                       | 2000        |
| زمان الأخبار               | News Time                                       | 2001        |
| ثلاثة سنتيمترات أقل        | Three Centimites Less                           | 2002        |
| ملوك وكمبارس               | Kings and Extras: Digging for a Palestine Image | 2004        |
| انظر إليهم دائمًا في عيونهم | Always Look Them in the Eyes                    | 2009        |

## جوائز و ترشيحات
- في عام 1999 فاز فيلمها كوشان موسى (Koushan Mousa) بجائزة أفضل فيلم وثائقي في مهرجان الأفلام المستقلة في لندن.[5]
- في عام 1999 رُشّح فيلمها كوشان موسى (Koushan Mousa) لجائزة Ogawa Shinuske في مهرجان ياماجاتا الدولي للأفلام الوثائقية.[9]
- في عام 2001، فاز فيلمها زمان الأخبار (News Time) بجائزة جريرسون لأفضل فيلم جديد في جائزة لجنة التحكيم الخاصة في مهرجان الشاشة العربية السينمائية المستقلة
- في عام 2001 أيضًا رُشّح فيلمها زمان الأخبار (News Time) لجائزة أوغاوا شينسوكي في مهرجان ياماغاتا الدولي للأفلام الوثائقية.

## روابط خارجية
- عزة الحسن في قاعدة بيانات الأفلام على الإنترنت
- عزة الحسن من جامعة كولومبيا للدراسات الفلسطينية
- عزة الحسن في موقع الانتفاضة الالكترونية